# Gastronomia de Mallorca

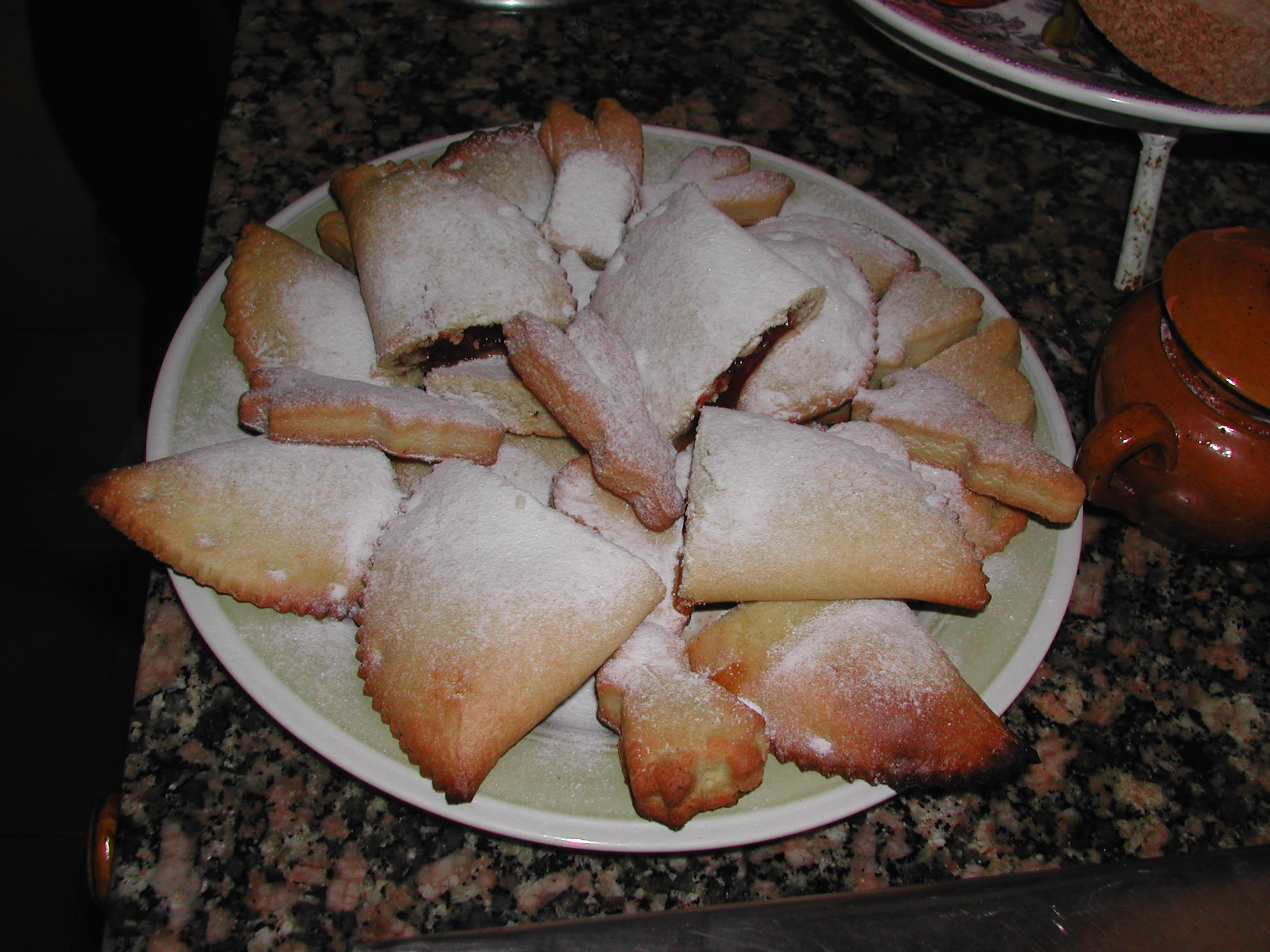
Rubiols cuits.

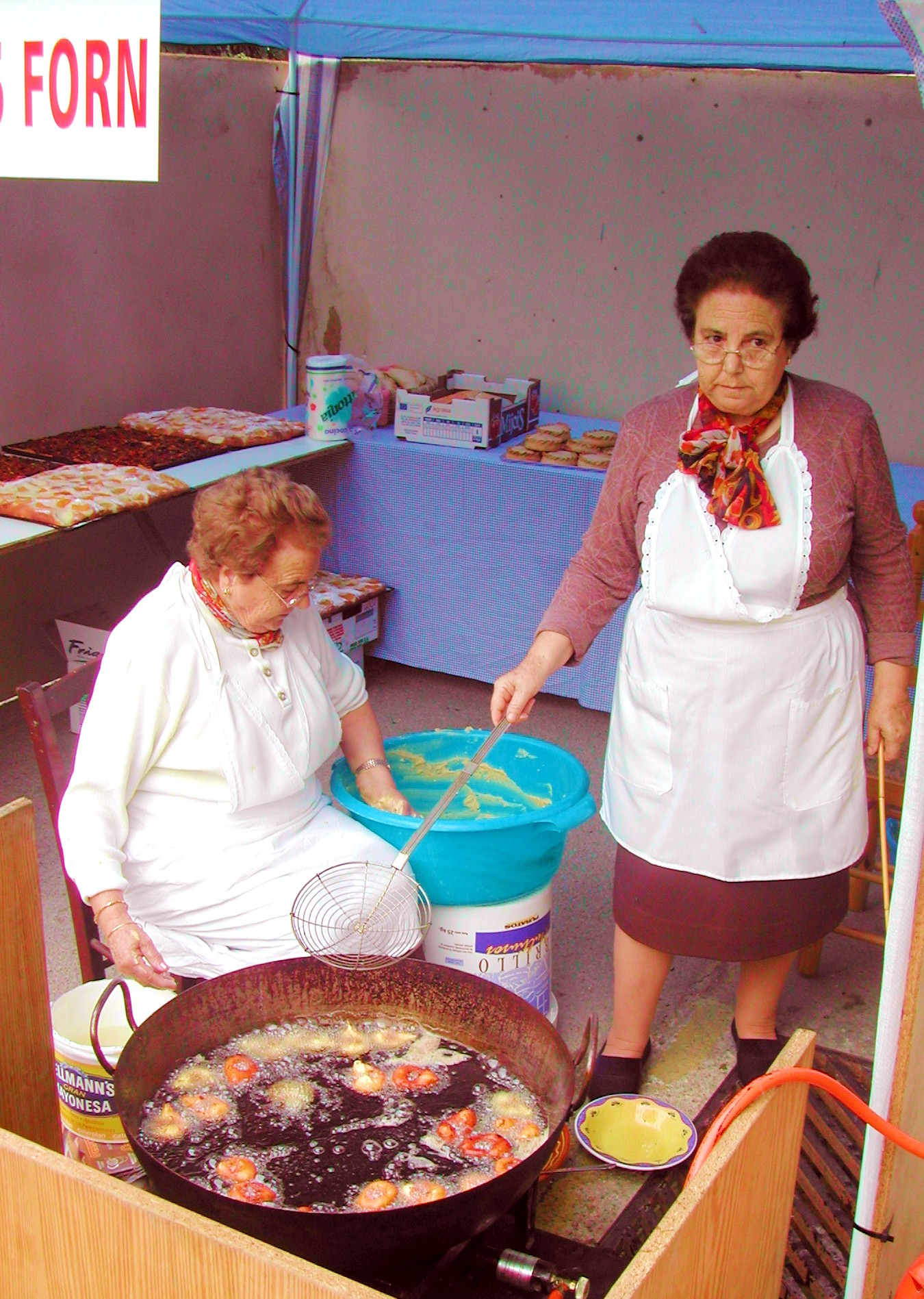
Dones fent bunyols de vent.

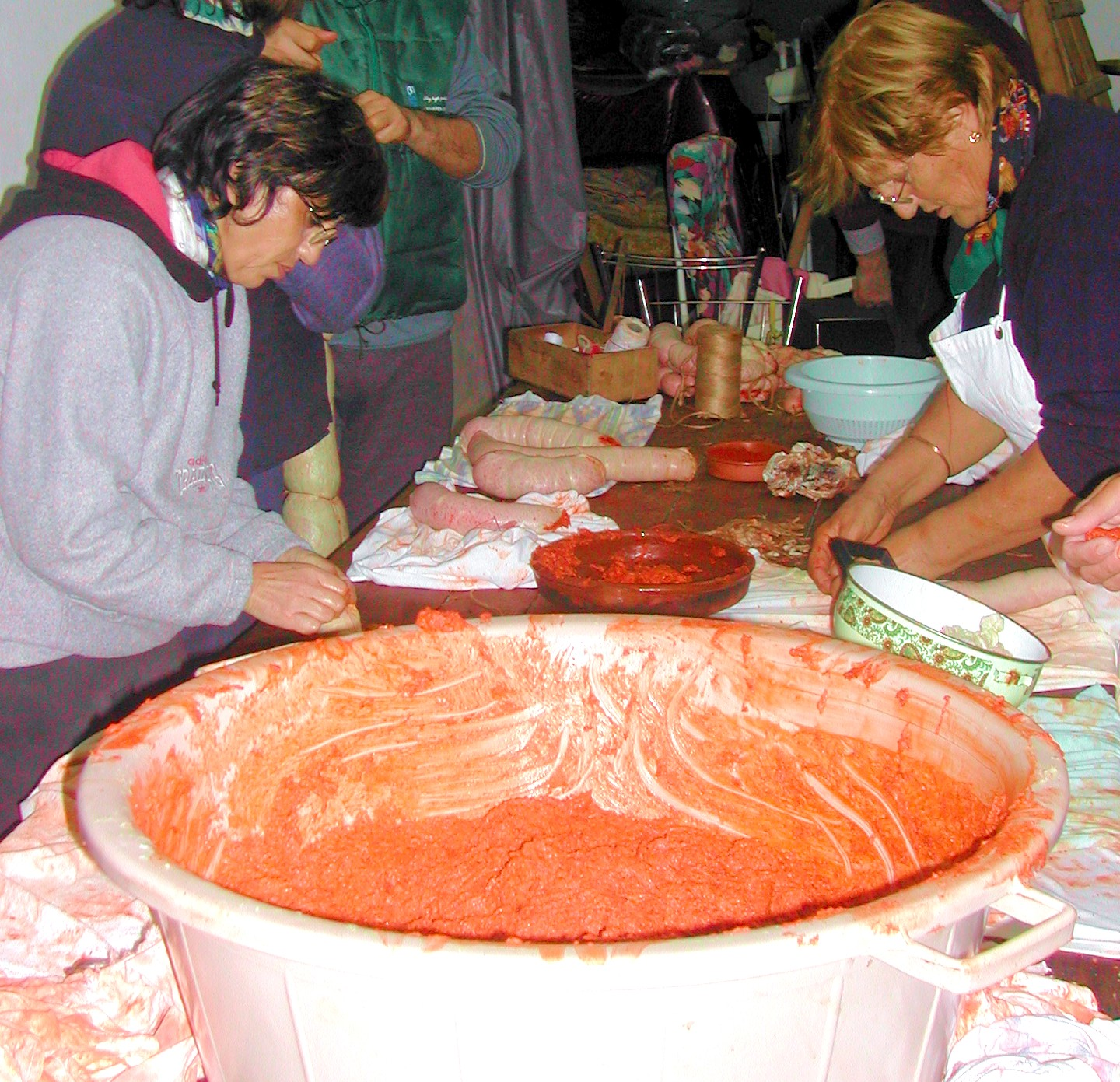
Preparació de sobrassada el dia de les matances.

La gastronomia de Mallorca tracta sobre el menjar i les begudes típics de la gastronomia de Mallorca.
Mallorca és una illa gran dividida en tres parts: la serra de Tramuntana, la serra de Llevant i la plana enmig. El conreu d'hortalisses i cereals i la cria de porcs a l'interior es complementa amb la pesca de la costa. Les matances són molt important a l'illa, ja que s'aprofita tot el porc en una varietat d'embotits i per descomptat, l'ensaïmada. La seua gastronomia es basa doncs en el porc, les hortalisses, el peix i el marisc.
Un dels plats més populars és el frit mallorquí, que consisteix en una fritada de fetge amb patates i pebrots; pot ser de sang i/o freixura de be, porc o també mariner. Cal també fer esment a les sopes mallorquines, el tumbet, amb esclatasang (varietat més saborosa del rovelló trobat a la península Ibèrica), i les albergínies farcides. Existeixen diverses formes de preparar l'arròs, la més típica és l'anomenada arròs brut, que consisteix en un arròs caldós amb bolets, cargols, carn de porc, conill i d'aus. El pa amb oli, propi d'alguns sopars, consisteix també en el plat regional de l'illa. Els embotits són també un dels principals elements de la seva gastronomia; sobrassada,  botifarró, camaiot i blanquet entre d'altres.
En menjars i trobades generalment familiars és típic fer porcella rostida, amb patates trossejades i condimentades amb herbes de l'illa, com el romaní. L'amanida que sol consumir-se a l'estiu o amb la porcella, se la coneix com a trempó i es fa amb tomàquet, ceba i pebrot verd.
- Rebosteria i pastes

El dolç per excel·lència és l'ensaïmada que se sol menjar en l'esmorzar, però que també es fan de grandàries familiars farcides de crema, cabell d'àngel, xocolata o amb sobrassada. Per setmana santa són essencials les empanades, farcides de xai, encara que la resta de l'any solen ser també de porc amb pèsols, tonyina o sobrassada. Poden estar fetes de pasta dolça o salada, encara que són més habituals les de pasta salada. També són típics els crespells i els robiols, farcits tradicionalment de mató, de cabell d'àngel i de melmelada. També és molt habitual l'anomenada coca de verdura, feta de trempó o de pebrots vermells rostits, al costat dels Cocarrois, que són una mena d'empanades d'origen àrab en forma de mitja lluna farcides de verdura i panses.
Els vins mallorquins estan tenint bona acollida en altres parts d'Espanya i Europa en els últims anys. Mallorca compta amb dues denominacions d'origen: DO Binissalem-Mallorca i DO Pla i Llevant, així com amb una indicació geogràfica Vi de la Terra Mallorca.

## Ingredients bàsics
- Peix i marisc de tota mena.
- Hortalisses i llegums de tota classe: all, tomàquet, albergínia, pebrera, patata, carxofa, fava, ceba.
- Carn: Porc, sagí
- Greix: Sobretot Oli d'oliva de Mallorca però també de vegades saïm. No se sol trobar mantega, nata ni altres olis.
- Espècies: sal, pebre negre, pebre bord.

## Especialitats
A continuació es detallen els elements més destacables de la gastronomia d'aquesta illa:

### Ensaïmada
El producte mallorquí més estès fora de l'illa és l'ensaïmada, una pasta tova i cuita a base de sagí (greix de porc), de forma circular i espolsada de sucre fi. Aquest dolç es produeix amb denominació d'origen i sol superar els 15cm de diàmetre. De vegades arriben a mig metre. Fora de Mallorca, aquest dolç és sovint més petit.

### Sobrassada
La sobrassada de Mallorca és un embotit de denominació d'origen (DO) protegida per la Unió Europea. Es fa a base de carn magra de porc, llard i pebre roig en pols. Es preserva en budell i se serveix crua, fregida o torrada, freda o calenta, amb dolç o amb salat. També hi ha una DO específica per a la sobrassada de Mallorca feta amb carn de porc negre de Mallorca.

### Coques
La coca de trempó és una coca de recapte amb diverses hortalisses. Aquesta coca és molt estesa arreu dels Països Catalans, en especial a les comarques Centrals del País Valencià i a les Terres de Ponent.
Una altra coca és la coca de sagí, feta a base de la massa fresca d'una ensaïmada; encara una altra és la coca de pebrots torrats.

### Frit mallorquí
El frit mallorquí és un plat tradicional elaborat a partir de la carn, la freixura, el fetge i la sang cuita de porc, be, cabrit o fins i tot indiot. És un fregit amb oli d'oliva de la carn amb ceba, tomàtiga, pebres vermells i patates.
Sembla que té origen semita, car presenta semblances a la cuina jueva sefardita i àrab. És ja citat a diversos receptaris antics, com per exemple el Libre de Sent Soví (s. XIV).
Existeixen diverses varietats del frit, entre elles el Frit de matances, que es fa l'època de matances; el Frit de rates, variant de Sa Pobla relacionada amb la caça; el Frit de sang, de la comarca de la Serra de Tramuntana; i el Frit variat, una versió amb ingredients variats.

### Sopes mallorquines

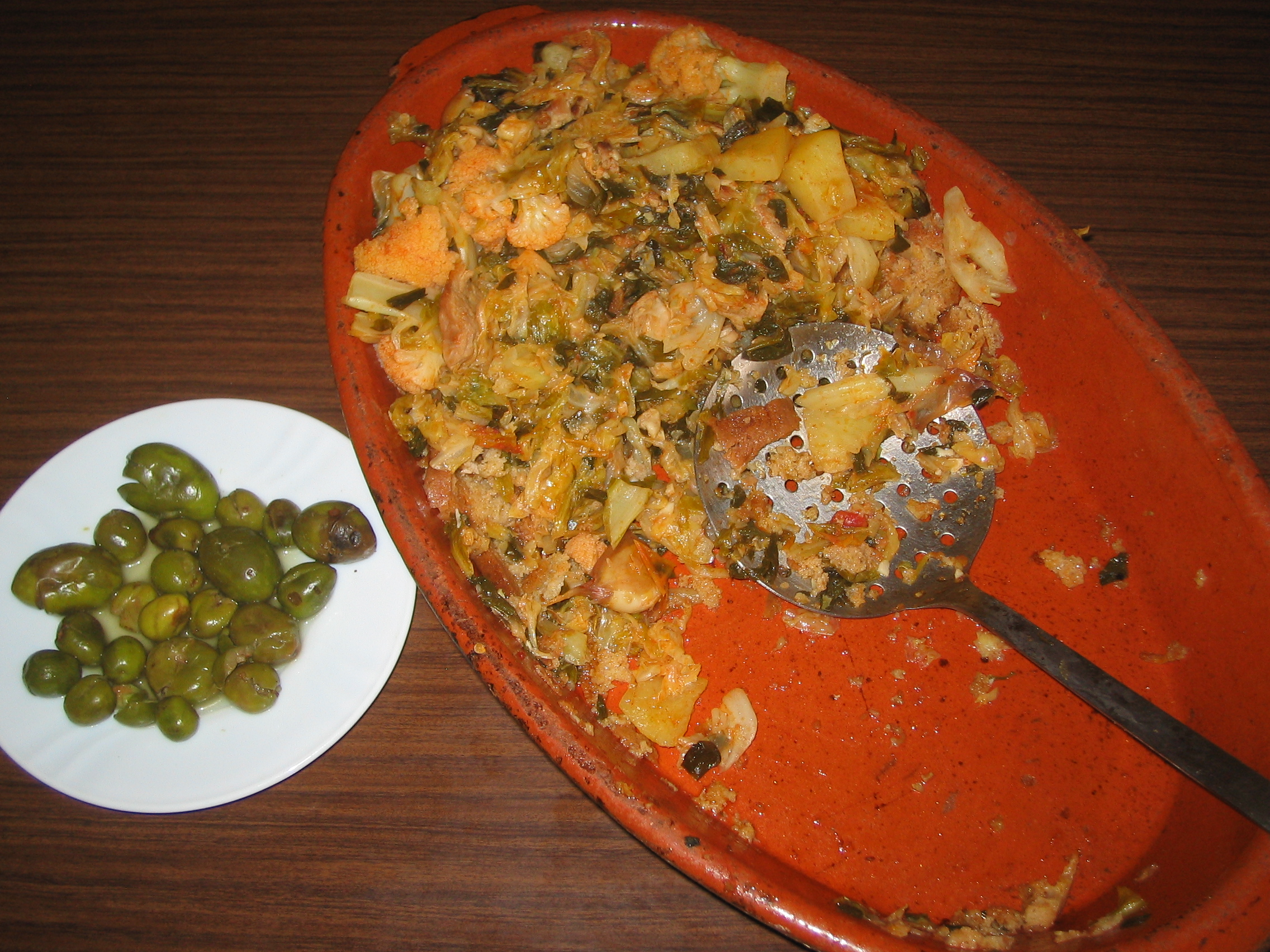
Plat de sopes mallorquines

Les sopes, també conegudes com a sopes seques, són un plat típic fet a base de brou de verdures i llesques fines de pa moreno sec. Són un plat que es pot menjar amb forqueta, car el brou és absorbit per les llesques de pa. Se solen presentar acompanyades d'olives o de fonoll marí envinagrat. Les sopes mallorquines són una de les variants d'un plat ben típic d'altres zones del Mediterrani com ara Catalunya, la Provença o Itàlia.

### Pa amb oli
El pa amb oli és un plat germà del pa amb tomàquet en el qual canvia el tipus de pa emprat i la quantitat de tomàtiga. Se sol acompanyar amb els típics companatges d'embotits, peix, formatge, etc.

### Variat mallorquí
Mescla de tapes a un mateix plat. El terme variat no existia com a tal abans del decenni de 1950. De fet, les tapes eren desconegudes a Mallorca. Fou amb l'arribada d'immigrants peninsulars a la dècada de 1950 i la importació de les tapes que es creà el terme. La població autòctona desconeixia les tapes i demanava un variado.

## Altres plats típics
- Bunyols de vent, una preparació d'ascendència àrab present al País Valencià i Catalunya.
- Panada i una versió únic de l'illa, el Cocarroi, que té una forma arrodonida.
- Tumbet, un plat fet a base de capes de verdures (patates, alberginies, pebrots, pot tenir carbassó) tallades a rodanxes, fregides i cobertes de sofregit que es pot menjar fred o calent com a primer plat o per a acompanyar carns i peixos. La carn, fins i tot una mica de sobrassada, o el peix es pot afegir en trossets com una capa més per a fer un tumbet de carn, de sobrassada o de peix. També és típic a les Pitïuses.
- Quelis o galetes d'Inca, una mena de galetes de pa que es trenquen longitudinalment amb facilitat i es poden farcir del que es vulgui.
- Rosari ensucrat, un enfillal de dolços típic de Palma que es regala als fills i nets menuts durant Tots Sants, junt amb els panellets.
- Rubiol, una panada dolça pareguda a la casqueta de Catalunya o el pastisset dolç valencià típic de Mallorca i Menorca.

## Begudes típiques
- Herbes de Mallorca
- Palo
- Mesclat

## Postres típiques de Mallorca
Durant el pas dels segles les Illes Balears han estat dominades per pobles estrangers com fenicis, cartaginesos, romans, àrabs, anglesos i francesos.
Els pobles que principalment van deixar empremta en la gastronomia balear han estat els romans, els àrabs, els anglesos i els francesos.
- Els romans van introduir a l'illa nombroses oliveres (que avui dia són considerades un tresor de gran valor) i la vinya, sense oblidar-nos de les tàperes, que eren un ingredient important en la cuina romana, ja que eren especialistes a acompanyar carn o peix amb aquelles.
- La influència dels àrabs es manifesta principalment en les postres, encara que es deixa notar també en els plats d'au que tenen un caràcter agredolç, típic de la cuina àrab.
- Els anglesos també van influir en aquesta gastronomia mitjançant la introducció a l'illa del púding i la creació del Gin.
- Pel que fa als francesos, van introduir les formatjades, Gateau i s'especula que haguessin inventat la maionesa (que derivaria de Maó, capital de Menorca) a partir dels ayolis o alliolis locals.

La influència de totes aquestes cultures ha provocat que avui dia les Illes Balears tinguin una gastronomia variada i extensa, ja que hi ha diferències entre les gastronomies de les diferents illes.

### Llistat de les postres més simbòliques

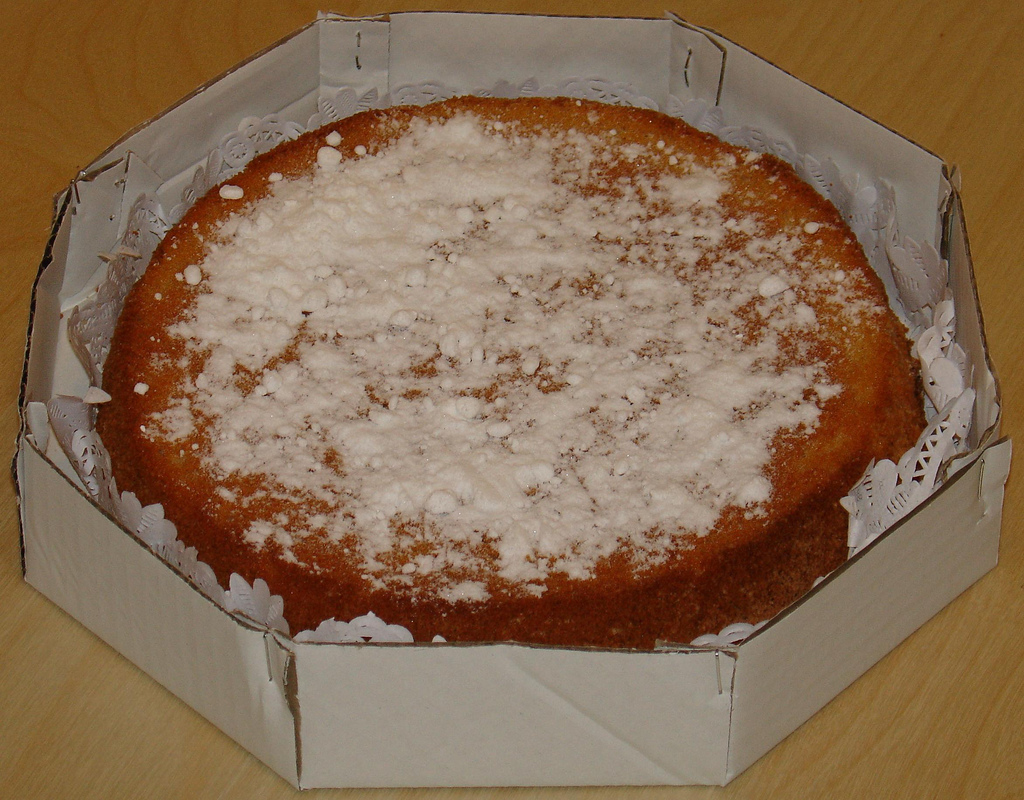
Gató d'ametlla

1. Bunyols de les Verges (Bunyols de patata).Elaborat amb pasta de patata i farina, són unes postres típiques del dia de les verges el 21 d'octubre, la tradició consisteix que cada noi ha de comprar un clavell a una noia mentre que la noia compra bunyols per al noi. Quan arriba la nit els nois han d'anar casa per casa amb clavells cantant des del carrer als balcons i finestra i pujar a les cases a menjar bunyols a canvi de donar el seu clavell corresponent. (és clar que els nois només van a les cases de les noies que coneixen i les més maques són les que solen aconseguir més clavells)
2. Ensaïmada: Es realitza a partir de mantega de porc i es menja farcida de cabell d'àngel, crema, nata o sola i amb sucre glass empolvorat per sobre. El seu origen és oriental, no se sap si àrab o jueu. Probablement és d'origen àrab, ja que possiblement la paraula ensaïmada derivi de saïm (llard)
3. Gató d'ametlla: postres típiques de Mallorca, és un pa de pessic realitzat a partir d'ametlla picada i acompanyat de gelat d'ametlla.
4. Greixonera de brossat: postres típiques de Mallorca i d'Eivissa, és una mena de pudding que es realitza a base de mató, ous i galetes.Tradicionalment es prenia en celebracions familiars.
5. Pastissets: Són pastes amb forma de flor de cinc pètals, fets amb sucre, mantega, rovells i farina, de 6 cm de diàmetre. De color blanc per fora i groc per dins. Antigament se servien per Nadal i festes familiars importants.
6. Rubiol: Consisteix en una peça fina de pasta de farina, mesclada amb oli, mantega i ou, doblegada en forma semicircular i farcida de mató, melmelada o altres dolços. És un menjar típic de les festes de Pasqua cristina.

## Ingredients típics a la cuina mallorquina
1. Vegetals: carxofes (silvestres, liles i de mida petita, a la primavera i tardor), tomàquets o tomàtigues de ramellet (de llarga conservació, típics d'hivern i amb un sabor poc dolç, poc àcid), albergínies, carbassó, patates (fins a tres collites anuals gràcies a la humitat del clima), cols, pèsols (chícharos), faves, pebrots, nyores i bitxos, cebes, alls, espinacs, bledes, mongetes verdes, carabasses, espàrrecs de marge, coliflor (colflori), mongetes, cigrons, esclata-sangs o rovellons, moniatos, tàperes, fonoll marí o salicòrnia, cebes tendres, blat i sègol.
2. Herbes aromàtiques: julivert (sempre present), orenga, fonoll, romaní, farigola, llorer, alfàbrega, menta, ortigues, camamilla, ginebres, ...
3. Fruites: meló d'Eric (rodonet, pell groga en madurar i carn blanca groga, molt dolça i d'intens aroma), olives (hi ha una excel·lent producció d'oli a la Serra de Tramuntana), garrofes, ametlles de Balears (herència musulmana, amb més d'una dotzena de varietats amb major presència de la Vivot, plana, allargada de grans dimensions i molt aromàtica), taronges, llimones, síndries, Gingols o ginjolers, magranes, pinyons, panses i raïm (negres: Mantonegro, monestrell i callet, blanques: rebel moll o premsal blanc), figues de moro, xirimoia, ... Figues seques, dessecats al sol i aromatitzats amb herbes de la regió i orellanes de Mallorca, d'albercocs de la varietat autòctona morrut.
4. Peixos: llagosta de Menorca (carnoses i de sabor dolç), escamarlà mallorquina, llamàntol, daurada, mer, caproig, aranya, llobarro, déntol, remolc, molls, rossellones, dàtils, rèmol, calamars, llampuga o daurat, sèpia, ratlla (de vegades seca), sardines, verats, tonyina, seitons, escopinyes, pop i Pagell.
5. Carns: Anyella (xai de raça mallorquina, de 25-30 kg.), Ànecs, ànecs, oques, chochas, conills, perdius, coloms, tords, guatlles, cargols (bovers i Viudes), porcella de porc negre o garrí de porc negre mallorquí (espècie autòctona), amb els seus embotits més emblemàtics com la IGP Sobrassada de Mallorca o la sobrassada de Porc Negre de Mallorca (embotit cru o curat, untuós i de gust salat, àcid i una mica ranci), camayot (embotit cuit i curat, de grans dimensions, embolicat en la pell de pernils o espatlles), botifarró mallorquí (embotit cuit semblant a una botifarra, en enfilalls i de budell prima), carn i xuia, llonganissa i no pot faltar el saïm (llard o mantega de porc).
6. Lactis: formatge mallorquí o de Mallorca (pasta premsada no cuita, d'ovella), i brossat.

## Fires gastronòmiques
A Sant Joan, se celebra el primer dissabte d'octubre la Festa d'es Botifarró, una festa popular on es consumeix gran quantitat de llonganisses i sobrassada. A molts pobles de l'illa, les matances són un esdeveniment festiu que involucra tot el poble. La festa popular de Binissalem és Sa Vermada (o siga la verema).